# Hwanghae
Hwanghae (en chosŏn'gŭl, 황해도; en hancha, 黃海道; romanización revisada, Hwanghae-do; pronunciado [hwaŋhɛ do]) era una de las ocho antiguas provincias de Corea durante la dinastía Joseon y una de las 13 provincias de Corea durante la ocupación japonesa de Corea. Hwanghae estaba ubicada en la parte noroeste de la península. Su ciudad capital era Haeju.

## Historia
En 1395, la provincia fue organizada como P'unghae (P'unghae-do; 풍해도; 豊海道). en 1417 la provincia fue renombrada como Hwanghae. El nombre derivaba de sus dos principales ciudades: Hwangju (황주; 黃州) y Haeju (해주; 海州). En 1895 la provincia fue reorganizada dentro de los distritos de Haeju al oeste y Gaeseong al este, aunque en 1896 cuando se restituyó el sistema provincial, se recobró su estatus. Finalmente en 1954, la provincia norcoreana de Hwanghae se dividió en Hwanghae del Norte y Hwanghae del sur.